# Before I Die
«Before I Die» es una canción de la banda de rock estadounidense Papa Roach publicado como el tercer sencillo de su séptimo álbum de estudio "The Connection".

## Personal
- Jacoby Shaddix - Vocal
- Jerry Horton - Guitarra, coros
- Tobin Esperance - Bajo, coros
- Tony Palermo - Batería, percusión

## Canciones
| N.º | Título                         | Duración |  |
| 1.  | «Before I Die»                 | 4:26     |  |
| 2.  | «Before I Die (Video Musical)» |          |  |